# Arrondissement Villeneuve-sur-Lot
Villeneuve-sur-Lot is een arrondissement van het Franse departement Lot-et-Garonne in de regio Nouvelle-Aquitaine. De onderprefectuur is Villeneuve-sur-Lot.

## Kantons
Het arrondissement was tot 2014 samengesteld uit de volgende kantons:
- Kanton Cancon
- Kanton Castillonnès
- Kanton Fumel
- Kanton Monclar
- Kanton Monflanquin
- Kanton Penne-d'Agenais
- Kanton Sainte-Livrade-sur-Lot
- Kanton Tournon-d'Agenais
- Kanton Villeneuve-sur-Lot-Nord
- Kanton Villeneuve-sur-Lot-Sud
- Kanton Villeréal

Na de herindeling van de kantons bij decreet van 26 februari 2014, met uitwerking op 22 maart 2015, zijn dat :
- Kanton Le Confluent
- Kanton Le Fumélois
- Kanton Le Haut Agenais Périgord
- Kanton Le Livradais
- Kanton Le Pays de Serres  ( 8/23 )
- Kanton Le Val du Dropt  ( 10/25 )
- Kanton Villeneuve-sur-Lot-1
- Kanton Villeneuve-sur-Lot-2